# Wilhelm-Hausenstein-Gymnasium
Das Wilhelm-Hausenstein-Gymnasium München (WHG) ist ein naturwissenschaftlich-technologisches und neusprachliches Gymnasium im Münchner Stadtbezirk Bogenhausen. Es wurde 1970 gegründet und erhielt seinen Namen 1974 mit der Fertigstellung des ehemaligen Schulgebäudes im Arabellapark im Stadtteil Bogenhausen. Seit September 2024 befindet sich das Gymnasium in einem Neubau im Klimapark an der Grenze der Stadtteile Johanneskirchen und Englschalking.
Namensgeber des einzigen staatlich-koedukativen Gymnasiums im Stadtbezirk Bogenhausen ist der Diplomat, Journalist und Schriftsteller Wilhelm Hausenstein.

## Architektur
Das alte Gebäude des Wilhelm-Hausenstein-Gymnasiums in der Elektrastraße 61 basiert aus Zeit- und Kostengründen exakt auf den Bauplänen zweier kurz zuvor errichteten Münchner Gymnasien, dem Michaeli-Gymnasium in Berg am Laim und dem Thomas-Mann-Gymnasium in Forstenried, das zum Schuljahr 2023/24 in ein neues Gebäude in Obersendling gezogen ist. Das Wilhelm-Hausenstein-Gymnasium unterschied sich von diesen durch ein drittes Obergeschoss. Das Gebäude wurde in der gleichen nüchternen Sichtbetonarchitektur erstellt. Wegen steigenden Neueinschreibungen war von Juli 2011 bis 2024 ein Containerbau auf dem Schulhof genutzt worden, der vier Klassenzimmer sowie Sanitäranlagen beherbergte. Von 2011 bis 2013 entstand aufgrund Platzmangels westlich des bestehenden Gebäudes ein Erweiterungsbau mit zwölf neuen Unterrichtssälen, darunter sieben Klassenzimmer, ein EDV-Raum, ein Seminarraum und zwei Musiksäle. Seit dem Schuljahr 2013/14 war die generalsanierte Sporthalle, die seither auch für Versammlungen und festliche Anlässe diente, vollständig in Betrieb.

Altes Gebäude
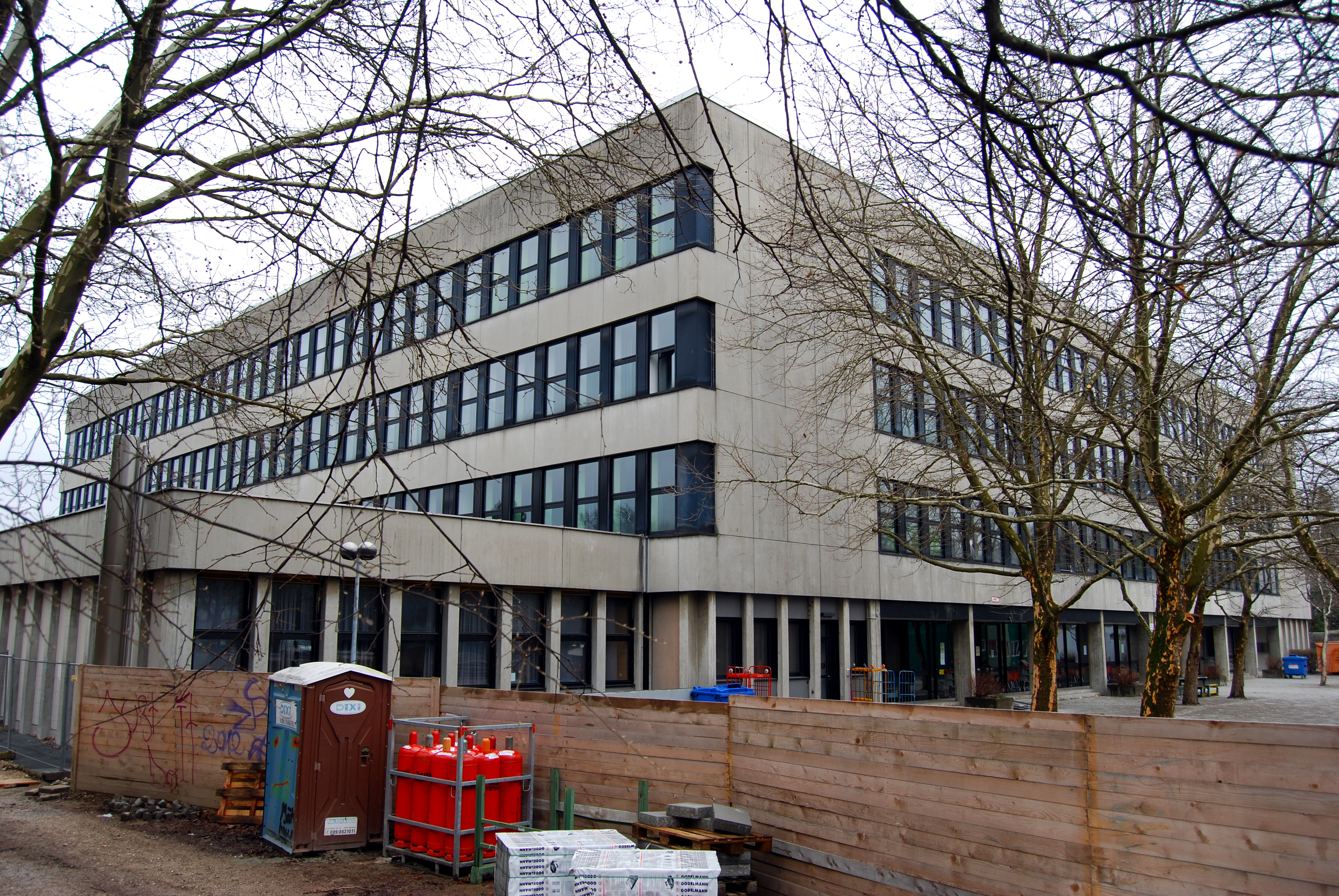
Ansicht des Gebäudes aus südwestlicher Richtung
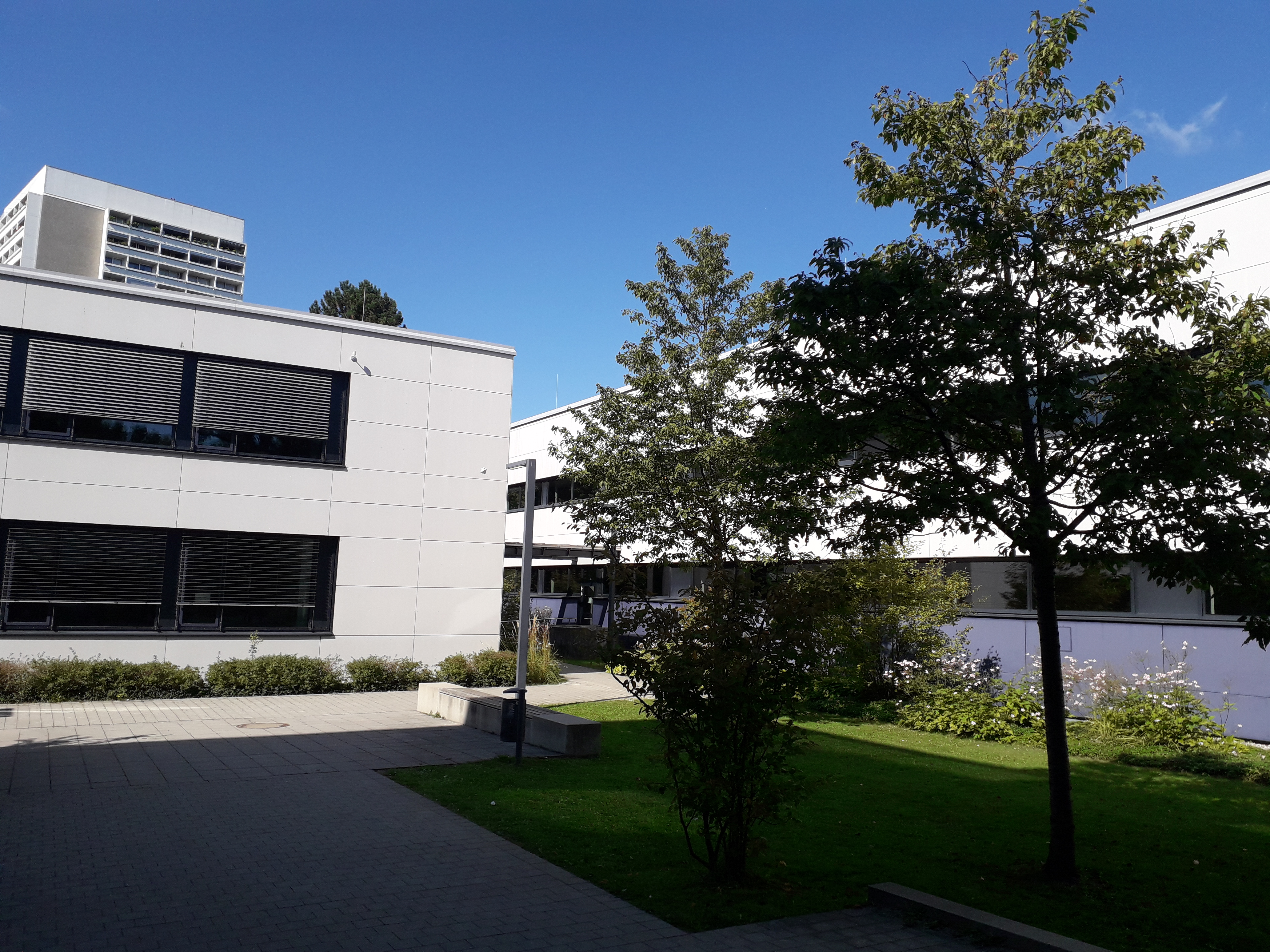
Anbau mit Dreifachturnhalle
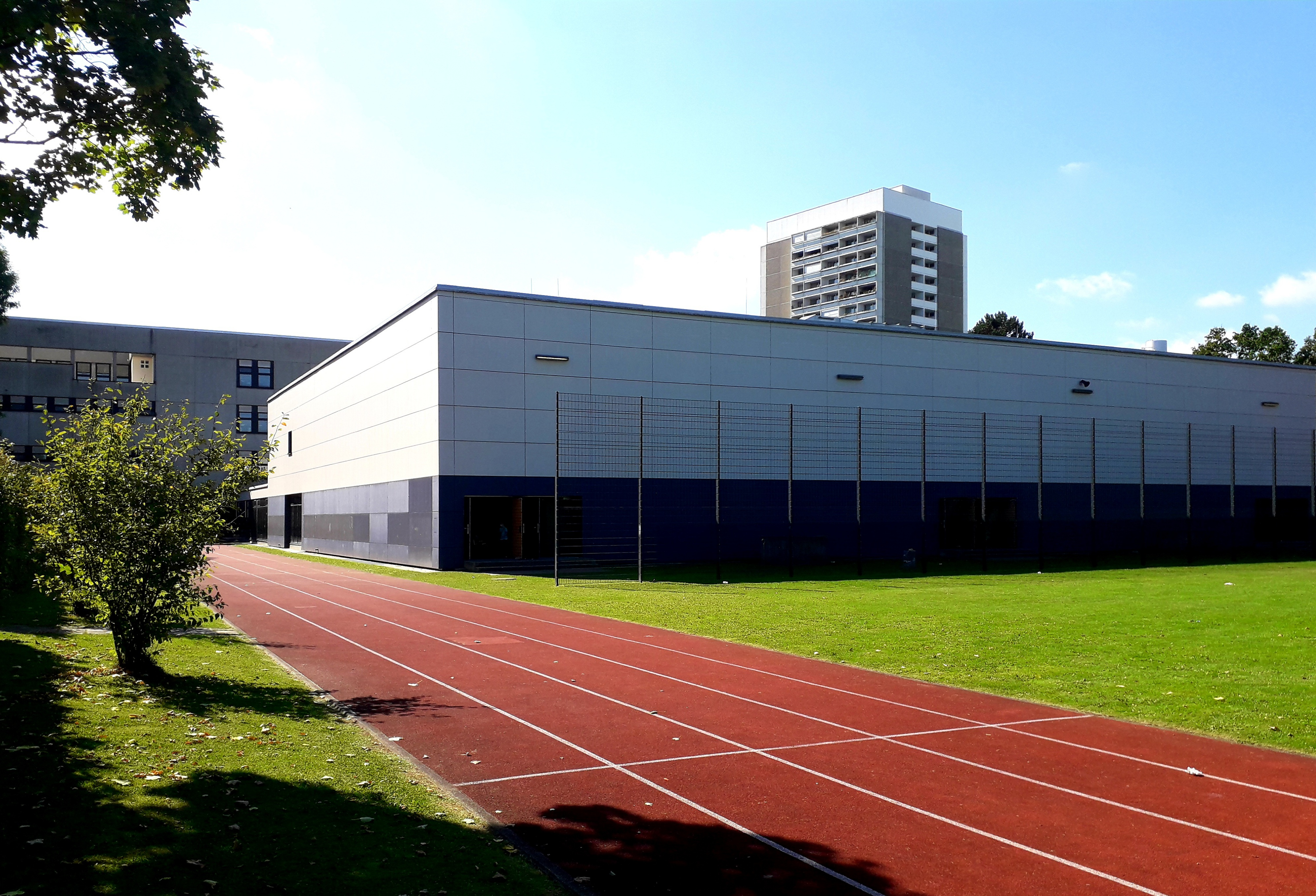
Sportplatz mit Dreifachturnhalle

Als Ersatz für den inzwischen wieder zu kleinen Schulgebäudekomplex hat die Stadt München einen futuristischen Neubau im Klimapark am Salzsenderweg nördlich des bisherigen Standorts gebaut. Der Umzug in den Neubau in der Fideliostraße 145 erfolgte zum September 2024. Künftig soll interimsweise das Luitpold-Gymnasium das Gebäude im Arabellapark nutzen, während das eigene Gebäude im Lehel saniert wird. Ursprünglich war vorgesehen, dass zum Schuljahr 2024/25 das Hauptgebäude in der Elektrastraße saniert wird, in dem dann ein neues Münchner Gymnasium oder eine Realschule eingerichtet wird.

Neues Gebäude
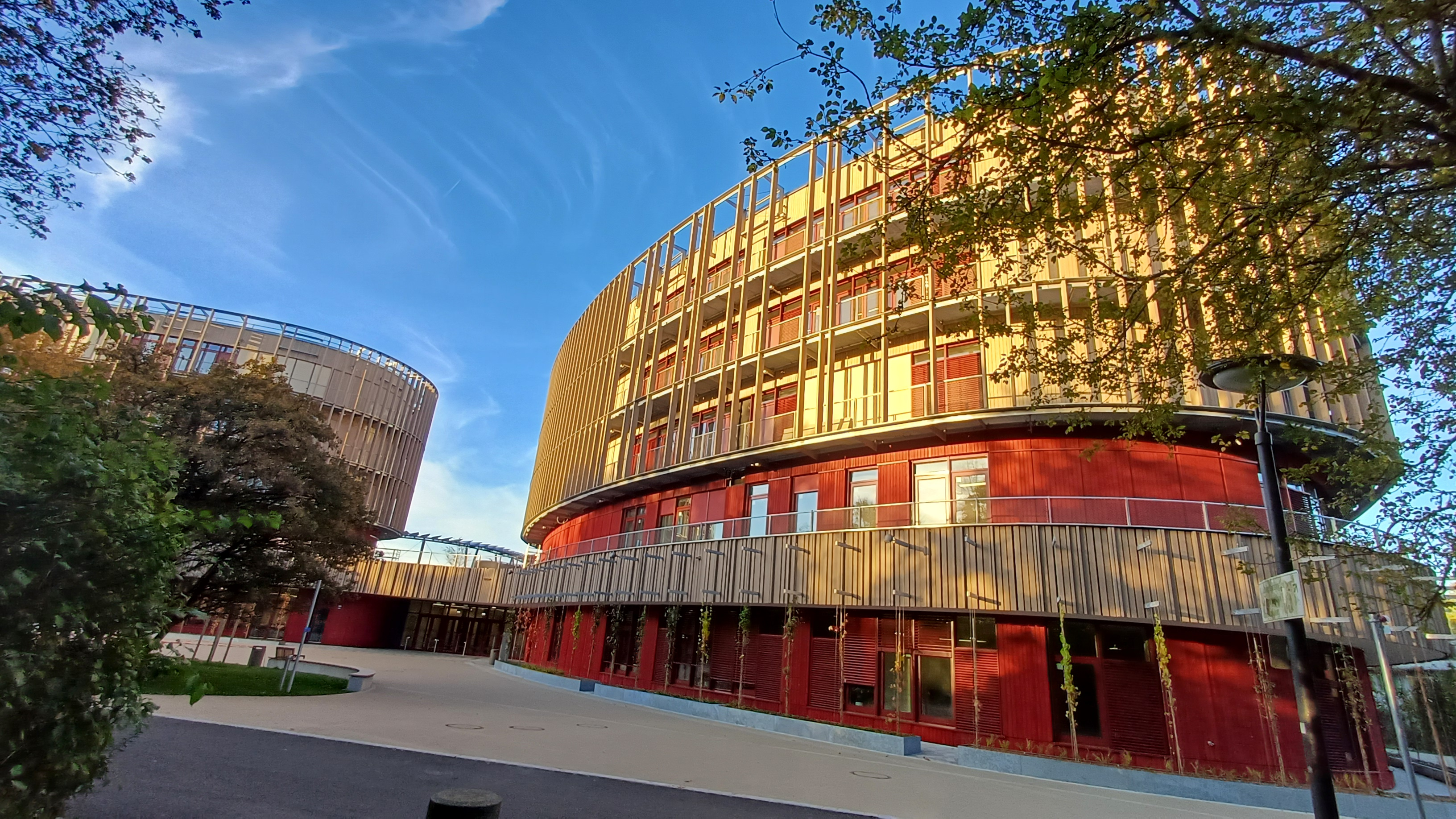
Vorderansicht des Neubaus
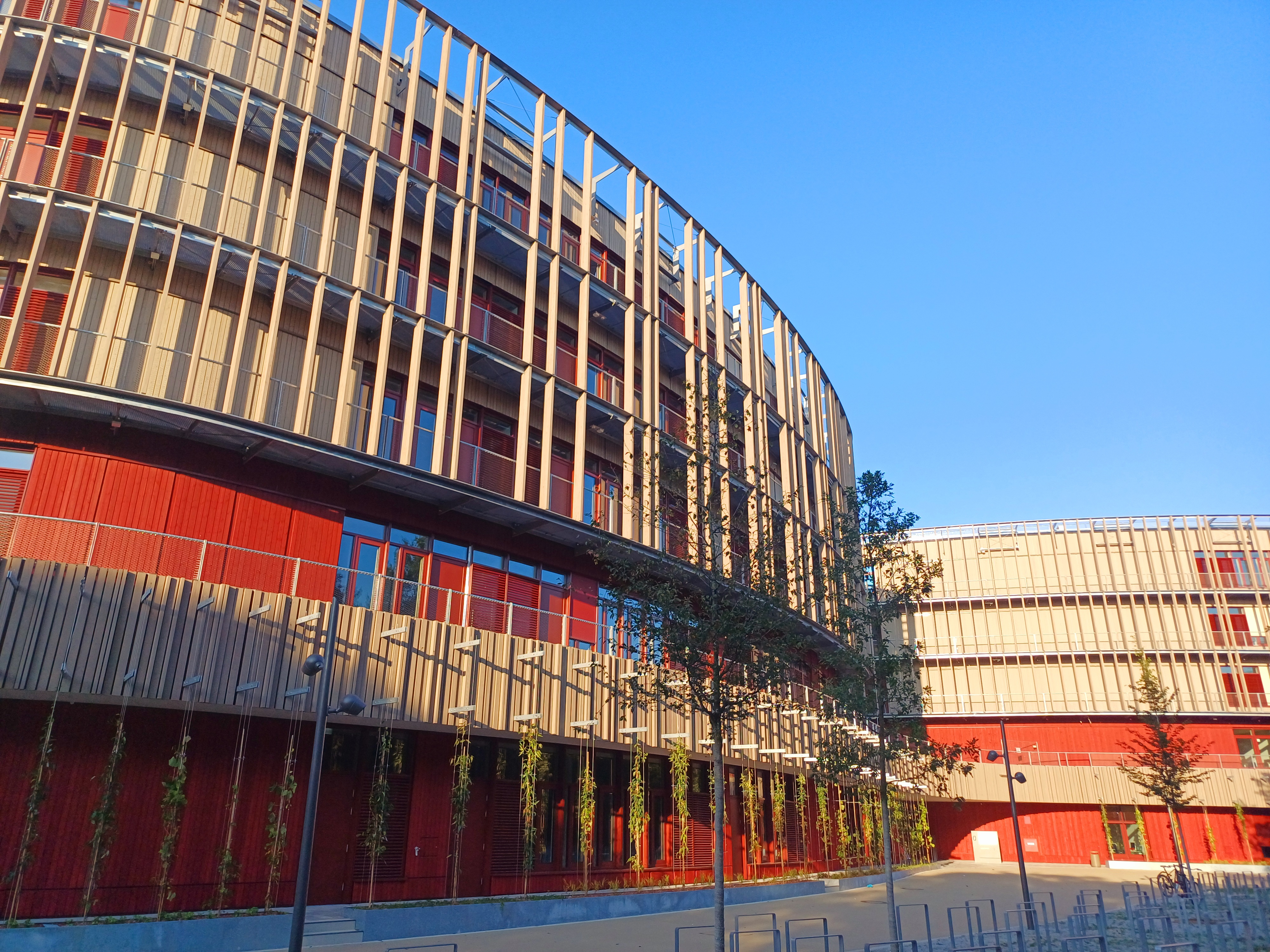
Ansicht des Gebäudes aus südwestlicher Richtung
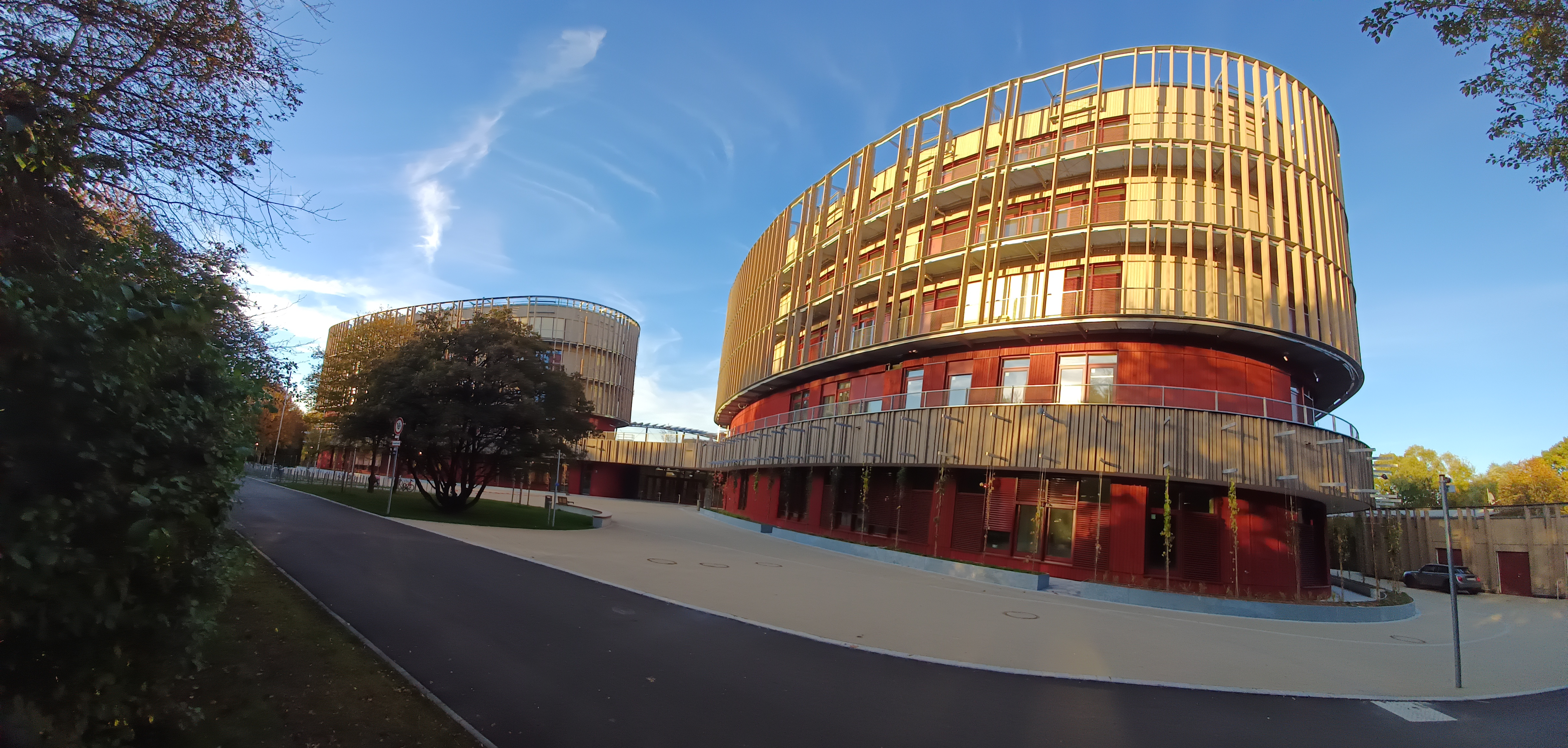
Panoramaansicht des Gebäudes

## Ausstattung
Das 2024 fertiggestellte Wilhelm-Hausenstein-Gymnasium ist im Bogenhausener Klimapark nach dem Münchner Lernhauskonzept gestaltet. Die Aufteilung gliedert sich in neun eigenständige Lernhäuser, die als kleine Einheiten innerhalb der großen Schule fungieren, und für vielfältige Lern- und Unterrichtsformen im Schulalltag zur Verfügung stehen. Der Neubau verfügt über bis zu fünf Geschosse. Es gibt insgesamt vier Bauteile, die rings um einen zentralen Bereich mit der Aula, Mensa, Bibliothek und Sporthalle angeordnet sind. Alle Wege sind kurz und es gibt direkte Verbindungen zu allen Bereichen. Zudem sind der Allwetterplatz und ein Teil des Pausenhofs auf dem Dach untergebracht. Insgesamt sind so 14.500 Quadratmeter Nutzfläche auf einer Grundfläche von 23.900 Quadratmetern entstanden. Die äußere Gestaltung des Schulgebäudes greift die Formen und Materialien des umliegenden Klimaparks auf und fügt sich harmonisch in die angrenzenden Frei- und Grünflächen ein. Die Realisierung des Neubaus erfolgte von 2018 bis 2024 durch das Architekturbüro Hascher Jehle aus Berlin.
Das ehemalige alte Wilhelm-Hausenstein-Gymnasium in der Elektrastraße verfügte über eine Mensa und einen Pausenkiosk. Auf dem alten Sportgelände wurde ein Beachvolleyballfeld errichtet. Von Ende 2013 bis Juli 2024 waren zahlreiche Unterrichtsräume, sowohl im Neu- als auch im Altbau, mit modernen interaktiven Whiteboards ausgestattet worden. Im Innenhof des Altbaus waren schülergefertigte Skulpturen ausgestellt. Für die Fächer Physik, Biologie, Informatik, Kunst, Musik und Chemie standen im Altbau Fachlehrsäle samt Vorbereitungsräumen zur Verfügung. Im dritten Obergeschoss befand sich eine Astronomiesammlung, die von der Dachterrasse aus zugänglich war. Die Dachterrasse stellt außerdem noch bis zum Frühling das Zuhause der aktuell fünf Bienenvölker  dar. Werkräume, ein Fotolabor, eine Küche, ein Meditationsraum, eine lernmittelfreie Bücherei sowie eine den Schülern zugängliche Lesebibliothek waren im Keller des ehemaligen Schulgebäudes untergebracht.
Den Schülern standen auf Wunsch gegen Entgelt mietbare Schließfächer im ersten Obergeschoss zur Verfügung.
Das alte Wilhelm-Hausenstein-Gymnasium hatte 2020/2021 in seine digitale Infrastruktur investiert: Es verfügte von Oktober 2020 bis Juli 2024 in allen Klassenzimmern und Fachräumen über Internet, Rechner, Beamer, Dokucam und Webcam. Darüber hinaus sind die meisten Klassenzimmer und Fachräume bereits mit interaktiven Whiteboards ausgestattet. Im neuen Gebäude in der Fideliostraße 145 sind alle Klassenzimmer und Fachräume mit Interaktiven Panels als Tafeln, Dokucams und flächendeckendem Wlan ausgestattet. Zudem besitzt das Wilhelm-Hausenstein-Gymnasium vier 3D-Drucker, davon ein selbstgebauter, und einen Makerspace als Digitallabor. Im März 2021 hatte die Schule im alten Gebäude zudem 22 neue Wlan-Router (LTE) erhalten, die flexibel im gesamten Schulgebäude eingesetzt wurden (auch für den Präsenzunterricht). Im Distanzunterricht arbeitet das Wilhelm-Hausenstein-Gymnasium mit der Lernplattform BayernCloudSchule (bycs). Alle Schüler verfügen über entsprechende Accounts.

## Beratung und Betreuung
Neben einer schulpsychologischen Beratung an der Schule können Schüler auch die Hilfe von Schulsozialpädagogen in Anspruch nehmen. In der Schule wird im Rahmen einer offenen Ganztagsschule eine Nachmittagsbetreuung angeboten. Weiterhin stehen Beratungsangebote hinsichtlich der Schullaufbahn, der Berufswahl, Schulwechsel etc. zur Verfügung. Untere Jahrgangsstufen werden durch Tutoren – meist Schüler der neunten und zehnten Klassen – betreut. Außerdem besteht die Möglichkeit, Stufenbetreuer, Jungen- und Mädchenbetreuer, Schwerbehindertenbeauftragte, Gleichstellungsbeauftragte, Fachbetreuer oder Verbindungslehrer zu kontaktieren.

## Fördermaßnahmen
Seit dem Schuljahr 2012/13 werden interessierte Schüler in Chorklassen zusammengefasst. Die Schüler haben drei statt zwei Wochenstunden Musikunterricht und werden hinsichtlich des Singens besonders gefördert. Leistungsschwache Schüler werden im Rahmen von Crashkursen, Förderkursen, Fachlehrerstunden, individuellem Coaching durch eine Fachlehrkraft und das Projekt DeutschPlus unterstützt. Weiterhin bietet das WHG ein sogenanntes Flexibilisierungsjahr für versetzungsgefährdete Schüler an. Außerdem kann Nachhilfe durch einen Schüler einer höheren Jahrgangsstufe im Rahmen eines Help-Projekts bezogen werden. Zahlreiche Exkursionsmöglichkeiten, Auslandsaustauschprogramme mit Frankreich, England und Spanien, die Möglichkeit, ein Theaterabonnement abzuschließen, ein umfangreiches Wahlkursangebot, Berlinfahrten und Studienfahrten für die Oberstufe ergänzen das Förderprogramm.

## Während der zwei Bauphasen
Das Gymnasium an der Englschalkinger Straße wurde in der Planungs- und Bauausführungsphase mit Baubeginn 1970 und Aufnahme des Lehrunterrichts 1973/1974 an der Elektrastraße 61 so der Öffentlichkeit gegenwärtig und erhielt mit Fertigstellung der Dreifachturnhalle anlässlich der offiziellen Einweihung am 6. Dezember 1974 seinen jetzigen Namen. Um nach Fertigstellung die Belegung des Gymnasiums zügig durchzuführen, wurden vorbereitend Klassen in den Grundschulen an der Ostpreußenstraße und an der Regina-Ullmann-Straße in Bogenhausen untergebracht. Zum September 2024 ist das Wilhelm-Hausenstein-Gymnasium in ein neues Gebäude in die Fideliostraße 145 gezogen. Während der zweiten Bauphase von 2020 bis 2024 blieb die Schule in der Elektrastraße.

## Spanischunterricht
Das Fach Spanisch wird ab der Jahrgangsstufe 8 als dritte Fremdsprache unterrichtet. Das WHG bot 1989 als erstes Gymnasium in Deutschland bilingualen Unterricht in Deutsch und Spanisch an, diesen bilingualen Zweig gibt es aber nicht mehr.

## Weitere Besonderheiten
- Das Gymnasium beteiligt sich an dem seit 1987 ausgeschriebenen Projekt Jugend schreibt,[15] der FAZ und des IZOP-Instituts und hat u. a. mit den Beiträgen in dem Jahr 2011 von: Indusha Ramachandran[16] Janina Engelbrecht[17] und Katharina Niewalda[18] überregionale Aufmerksamkeit erfahren.
- In der Sportart Golf gelang dem Gymnasium 2009 mit dem Gewinn der BGV Schul-Mannschaftsmeisterschaft die Teilnahme an Jugend trainiert für Olympia.[19] und erreichte den 6. Platz unter 16 Teilnehmern.[20]
- In Jahrgangsstufe 12 wird regelmäßig die Lehrplanalternative „Astrophysik“ im Fach Physik angeboten.
- Regelmäßig wurde der NS-Zeitzeuge Max Mannheimer für Vorträge am Wilhelm-Hausenstein-Gymnasium eingeladen.
- Die Stufenchöre des Gymnasiums veranstalten regelmäßig internationale Musikprojekte und Konzertreisen.
- Das Wilhelm-Hausenstein-Gymnasium wird unterstützt durch einen engagierten Elternbeirat und einen Freundeskreis.[21]
- Gehört zu den Netzwerken Schule ohne Rassismus – Schule mit Courage und „Lernen durch Engagement“.
- Seit 2021 bietet das Gymnasium als ersten in Bayern eine Abiturprüfung in Tschechisch als spätbeginnende Fremdsprache an.[22]

## Persönlichkeiten
- Peter Böhling (* 1971), Publizist, Journalist und Karikaturist sowie Schöpfer des Schul-Logos[23]
- Bernhard Borgeest (* 1961), Journalist, Preisträger des Deutschen Umweltpreis für Publizistik[24][25]